# 日立ビアエンジニアリング
日立ビアエンジニアリング株式会社（ひたちビアエンジニアリング）は、かつて存在した神奈川県海老名市に本社を置く企業。日立グループ会社のひとつ。

## 事業
電子部品加工装置、製造工作機械、電気溶接機、印刷機械の製造・据付・販売、保守点検・改造・修理。部品供給および関連装置の設計、製造等。プリント配線板加工用のドリル穴明け、CO2レーザーによる小径穴加工装置などにも強みを持っていた。
2010年4月1日に親会社である日立ビアメカニクス（現・ビアメカニクス）が吸収合併し、同日付けで解散した。

## 沿革
- 1972年3月 - 日立精工株式会社（後の日立ビアメカニクス）のサービス部門が分離独立し、前身の日立精工サービス株式会社を設立。
- 1980年4月 - 日立精工エンジニアリング株式会社に社名変更。
- 1981年1月 - 本社を海老名市に移転。
- 1996年4月 - 日立精工より印刷機械の製造を移管。
- 2001年4月 - 日立VIA関連製品アフターサービス業務に関し、自主営業開始。
- 2005年7月 - 日立ビアメカニクスより工作機械、電気溶接機、印刷機械の製造・販売を移管。日立精工エンジニアリングと京浜産業が合併し日立ビアエンジニアリング株式会社に社名変更。
- 2010年4月 - 日立ビアメカニクスに吸収合併され解散。

## 関係会社
- 日立ビアメカニクス株式会社
- 株式会社日立産機システム